# Ludwig Sager
Ludwig Sager (* 25. Januar 1886 in Schüttorf; † 24. Mai 1970 in Neuenhaus) war ein deutscher Lehrer, Dichter und Heimatforscher aus der Grafschaft Bentheim.

## Leben
Der Schüttorfer Schüler bereitete sich in Aurich auf den Lehrerberuf vor. Seine erste feste Stelle erhielt er 1906 in Getelomoor, von 1907 bis 1912 wechselte er ins benachbarte größere Uelsen. Von 1913 bis 1930 war Sager Lehrer an der reformierten Schule in Lage. 1930 wurde er als Hauptlehrer (Rektor) nach Neuenhaus versetzt. Nebenher war er als Organist tätig. Dem Heimatverein der Grafschaft Bentheim gehörte er rund drei Jahrzehnte als Vorstandsmitglied an.
Sager fungierte 1909 als Hauptgründer des Sportvereins Olympia Uelsen.
1913 betätigte sich Sager als oppositioneller Wahlmann gegen den Bentheimer Landrat Hermann Kriege. 1919 schloss er sich der DDP an und fungierte als Gründungsvorsitzender der DDP-Ortsgruppe Neuenhaus und Umgebung. Weithin bekannt wurde er durch einen Prozess, den er gegen ein Mitglied des nationalistischen Jungdeutschen Ordens anstrengte, der vor seinen Schülern die Reichsflagge der Weimarer Demokratie verunglimpft hatte. Die Neuenhauser Justiz belangte ihn deswegen zunächst wegen Beleidigung, in Meppen wurde er freigesprochen.
Am 9. Oktober 1949 ging er in den Ruhestand. Er verfasste unter anderem die Schrift „Die Grafschaft Bentheim in der Geschichte“ und veröffentlichte das Schauspiel „Der Hirte von Neuenhaus“ sowie zahlreiche Gedichte in hoch- und niederdeutscher Sprache.

## Werke
- Derkohm, der Sedanstürmer (1927)
- Die Geschichte einer Verpfändung, zehn Bilder aus der Bentheimer Geschichte (1929)
- Der Hirte von Neuenhaus. Schauspiel in 5 Aufzügen, Bentheim 1932.
- De Mannmet dat groww Gesicht (1932)
- Es jauchzen Wald und Heiden. Gedichte (Das Bentheimer Land Bd. 32), Paderborn/Osnabrück 1948.
- Die Grafschaft Bentheim in der Geschichte (Das Bentheimer Land Bd. 41), Bentheim 1952, 2. Auflage 1957.
- Irrlichter im Grenzmoor (1954)
- Saul, Saul, was verfolgst du mich (1955)
- Bei Hanekenfähr strömten die Wasser (1964)
- Noojt lopen gaan was (1968)
- Meine Freunde – Gedichte, Nordhorn 1968.
- Harmina, eine Erzählung von der Grenze (posthum 1971).